# Libum
El Libum era un pastel de la antigua Roma, similar al Panetón actual, usado como ofrenda votiva a los dioses. Se elaboraba con harina, queso, huevos y miel, mezclándolos hasta obtener una masa que posteriormente se cocía en un horno. Estaba adornado con hojas de laurel.

## Receta
Ingredientes
- 1 taza de harina de trigo
- 225gr de queso tipo Ricotta
- 1 huevo batido
- laurel
- media taza de miel

## Instrucciones
Bata el queso en un cuenco hasta que quede como una pasta suave, momento en el que se le añade el huevo. Agregue la harina y un poco de aceite de oliva. Rellene con la mezcla un molde y hornee a 220 °C. Adorne con hojas de laurel.